# Franz Xaver von Pflummern
Franz Xaver Freiherr von Pflummern (* 1. April 1769 in Biberach an der Riß; † 21. Juni 1851 in Augsburg) war ein bayerischer Beamter. 

## Leben
Franz Xaver von Pflummern wurde in der damaligen freien Reichsstadt Biberach an der Riß geboren und entstammte einem adeligen katholischem Patrizier-Geschlecht. Er war der Sohn von Fidelis Magnus von Pflummern (1734–1796), Dr. jur. beider Rechte, Hofrat und Bürgermeister von Biberach, ein Amt, das seine Vorfahren bereits siebenmal ausübten. Seine Mutter war Maria Anna von Lemppenbach und er hatte noch acht Geschwister. Hiervon ist namentlich bekannt:
- Friderich Aloys von Pflummern (* 5. März 1766; † unbekannt), Landrichter in Bobingen;
- Carl Johann Baptist von Pflummern (* 25. Mai 1771; † unbekannt), königlich bayrischer Rittmeister der Garde du Corps Regiment zu Pferd und Offizier der königlichen französischen Ehrenlegion[2];
- Johann Nepomuk Fidel Magnus Heinrich von Pflummern (1777–1852), Stadt- und Amtspfleger in Biberach an der Riß, verheiratet mit Elisabeth von Freyenthal (* 7. Mai 1791; † unbekannt)[3].

Nach Beendigung seiner Studien der Rechtswissenschaften wurde er durch Ratsbeschluss vom 25. Juli 1790 in die, für den inneren Rat bestimmten, Augsburger Patriziergeschlechter aufgenommen. Am 1. Juli 1794 erfolgte seine Ernennung zum Stadtgericht-Assessor und am 28. Juli wurde er in den engeren Rat gewählt. In dieser Aufgabe bewährte er sich bereits nach kurzer Zeit, da er einen zweimaligen Weberaufstand im gleichen Jahr mit beilegte. Durch diesen Weberaufstand waren mehrere Magistratsangehörige genötigt worden, ihre Ämter niederzulegen, so dass er am 23. September 1794 zum katholischen Bürgermeister in Augsburg erhoben wurde. 1797 wurde er zum Geheimrat gewählt und er blieb in diesem Amt bis zur Mediatisierung Augsburg, nach den beiden Stadtpflegern, die höchste Würde in der Stadt.
Gemeinsam mit dem Ratskonsulenten Johann Conrad von Schmid (1749–1823) wurde er am 15. November 1797 als Delegierter zum Rastatter Kongress gesandt und reiste kurz vor dem Rastatter Gesandtenmord am 23. April 1799 ab. Während des Aufenthaltes dort hatte er die Gelegenheit, Verbindungen zu knüpfen, die ihn später in die Lage versetzten, dem Stadtrat von Augsburg wichtige Hinweise über die Staatsgeschäfte zu geben, die von Paris gegen Deutschland getätigt wurden. Später wurde er nach Paris entsandt, um die Neutralität Augsburgs bei der französischen Regierung sicherzustellen.
Am 26. Dezember 1805 verlor Augsburg nach 644 Jahren, aufgrund des Beschlusses des Pressburger Friedens, seine Reichsunmittelbarkeit und wurde dem Königreich Bayern zugeteilt. Der bayerische König Maximilian I. Joseph beauftragte Franz Xaver von Pflummern das Gemeinde- und Verwaltungswesen der Stadt Augsburg neu zu organisieren und stellte ihn als ersten königlichen Stadtkommissar an die Spitze der Stadt.
Als die höheren Verwaltungsstellen des Königreichs Bayern neu organisiert wurden, ernannte ihn der König 1808 zum ersten Kreisrat des Lechkreises und verlieh ihm im Jahr darauf das Ritterkreuz des Verdienstordens der Bayerischen Krone. 1810 erfolgte eine neue Kreiseinteilung und Augsburg wurde als Kreishauptstadt aufgelöst; nun wurde Franz Xaver von Pflummern als erster Rat zum Generalkommissariat des Oberdonaukreises nach Eichstätt versetzt und war dort in den wichtigsten Referaten vertreten. Er gehörte unter anderem der Kommission an, die zur Grenzberechtigung und Ausgleichung mit dem Königreich Württemberg gebildet worden war.
Am 27. September 1813 wurde er in die Adelsmatrikel des Königreichs Bayern eingetragen.
Bei der Kreiseinteilung 1817 und der Bildung einer Kreisregierung in Augsburg erhielt er dort die erste Regierungsratstelle.
Am 2. Juli 1827 wurde sein Gesuch um die Versetzung in den Ruhestand befürwortet, hierbei erhielt er den Titel und Rang eines Regierungsdirektors verliehen und er wurde tax- und stempelfrei gestellt. Nach seiner Zurruhesetzung verwaltete er noch mehrere Familienstiftungen.
Franz Xaver von Pflummern war seit dem 6. Juli 1799 verheiratet mit Josepha Freiin von Haysdorf († 1828), gemeinsam hatten sie vier Töchter.